# Morthomiers
Morthomiers é uma comuna francesa na região administrativa do Centro, no departamento Cher. Estende-se por uma área de 14,39 km². Em 2010 a comuna tinha 786 habitantes (densidade: 54,6 hab./km²).